# Martegnacco
Martegnacco, Martognaco o Mertignak (in croato Mrtonjak) è un piccolo isolotto della Dalmazia settentrionale, in Croazia, che fa parte dell'arcipelago zaratino. Si trova nel mar Adriatico centrale, vicino alla costa sud-orientale dell'Isola Lunga. Amministrativamente appartiene al comune di Sale, nella regione zaratina.

## Geografia
Martegnacco si trova a nord del canale di Laudara (Lavdarski kanal), a nord-ovest della punta settentrionale di Laudara, a circa 1,4 km di distanza, 1,6 km a nord-est di Sale e 2,2 km a est-nord-est di valle Treporti (uvala Triluke). L'isolotto ha una forma arrotondata, una superficie di 0,079 km², una costa lunga 1,08 km e un'altezza di 20 m.

### Isole adiacenti
- Scoglio Pan[9][10], Mezzo Panetto[6] o Podib[7] (Pohlib), a est del villaggio di Zaglava[9][11] (Zaglav) e di valle Treporti, dotato di un faro[12], è stato collegato alla costa da un molo lungo 320 m[2] 43°52′02″N 15°09′06″E.
- Vacca[3][6][13] o Vaka[7] (Krava), isolotto rotondo a est di Carchenata, a 2,3 km[2] circa di distanza da Martegnacco; ha una superficie di 0,042 km²[1], una costa lunga 0,76 m[1] e un'altezza di 23 m 43°57′50″N 15°08′47″E.
- Vacca Grande[14], Vacca orientale[15], Tukosiak[7] o Tucoschaco[5][6] (Tukošćak), di forma ovale, si trova 650 m a nord-ovest di Martegnacco; ha una superficie di 0,04 km²[1], una costa lunga 0,76 m[1] e un'altezza di 28,8 m[2] 43°57′46″N 15°10′11″E.

### Cartografia
- (HR) Mappa topografica della Croazia 1:25000, su preglednik.arkod.hr. URL consultato il 3 agosto 2017.
- G. Giani, Carta prospettiva delle Comuni censuarie della Dalmazia, foglio 2, 1839. Fondo Miscellanea cartografica catastale, Archivio di Stato di Trieste.
- Carta di cabottaggio del mare Adriatico, foglio VII, Milano, Istituto geografico militare, 1822-1824. URL consultato l'8 aprile 2017 (archiviato dall'url originale il 13 aprile 2013).